# Бобовищенська сільська рада
| Бобовищенська сільська рада — колишній орган місцевого самоврядування у Мукачівському районі Закарпатської області з адміністративним центром у с. Бобовище. Сільській раді були підпорядковані населені пункти: - с. Бобовище - с. Грибівці - с. Ільківці |

## Склад ради
Рада складалася з 18 депутатів та голови.

## Керівний склад сільської ради
| ПІБ                      | Основні відомості                                               | Дата обрання | Дата звільнення |
| ------------------------ | --------------------------------------------------------------- | ------------ | --------------- |
| Козак Володимир Іванович | Сільський голова, 1968 року народження, освіта, безпартійний    | 26.03.2006   | 31.10.2010      |
| Козак Володимир Іванович | Сільський голова, 1968 року народження, освіта незакінчена вища | 31.10.2010   |                 |

Примітка: таблиця складена за даними джерела

## Населення
За переписом населення України 2001 року в сільській раді мешкало 2226 осіб.

### Мова
Розподіл населення за рідною мовою за даними перепису 2001 року:
| Мова       | Відсоток |
| ---------- | -------- |
| українська | 99,60 %  |
| російська  | 0,27 %   |
| угорська   | 0,09 %   |